# Quảng Chính, Hải Hà
Quảng Chính là một xã thuộc huyện Hải Hà, tỉnh Quảng Ninh, Việt Nam.
Xã Quảng Chính có diện tích 40,40 km², dân số năm 1999 là 5058 người, mật độ dân số đạt 412 người/km².